# Villa Castelli (La Rioja)
Pour l’article homonyme, voir Villa Castelli.
Villa Castelli est une ville de la province de La Rioja, en Argentine, et le chef-lieu du département de General Lamadrid. Elle est située à l'ouest de la province, sur les rives du río Vinchina ou Bermejo, au pied du Cerro General Belgrano, sommet de 6 250 mètres d'altitude.
Elle est traversée par la route nationale 76 qui mène au Chili par le Paso Pircas Negras.
La ville comptait 1 650 habitants recensés en 2001, soit une augmentation de 29 % en dix ans. Elle a reçu le nom de Juan José Castelli (1764-1812), homme politique argentin qui fut membre de la Première Junte de gouvernement.
C'est aux environs de cette ville qu'a lieu durant le tournage de l'émission Dropped le 9 mars 2015 une collision entre deux hélicoptères causant la mort de dix personnes. On dénombre les deux pilotes argentins et huit Français, dont les trois sportifs Florence Arthaud, Alexis Vastine et Camille Muffat.